# Jacques-Elysée Goss

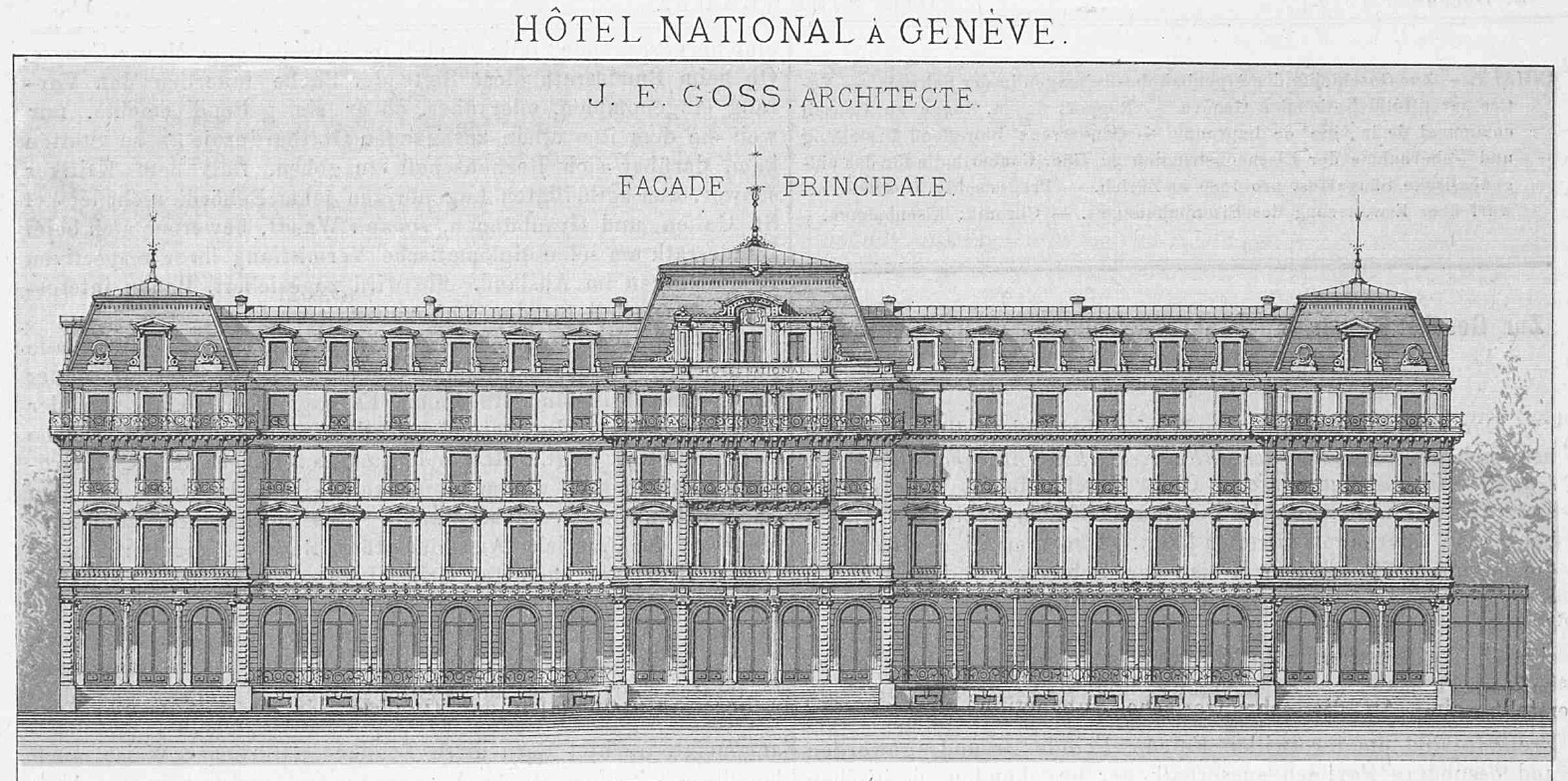
Hôtel National am Ufer des Genfersees, 1875–76

Jacques-Elysée Goss (* 23. April 1839 in Genf; † 8. Dezember 1921 in Vesenaz) war ein Schweizer Architekt, der in der zweiten Hälfte des 19. Jahrhunderts zahlreiche Mehrfamilienhäuser, herrschaftliche Wohnhäuser und Uhrenfabriken in seiner Heimatstadt und im Savoyen errichtete.

## Ausbildung und Karriere

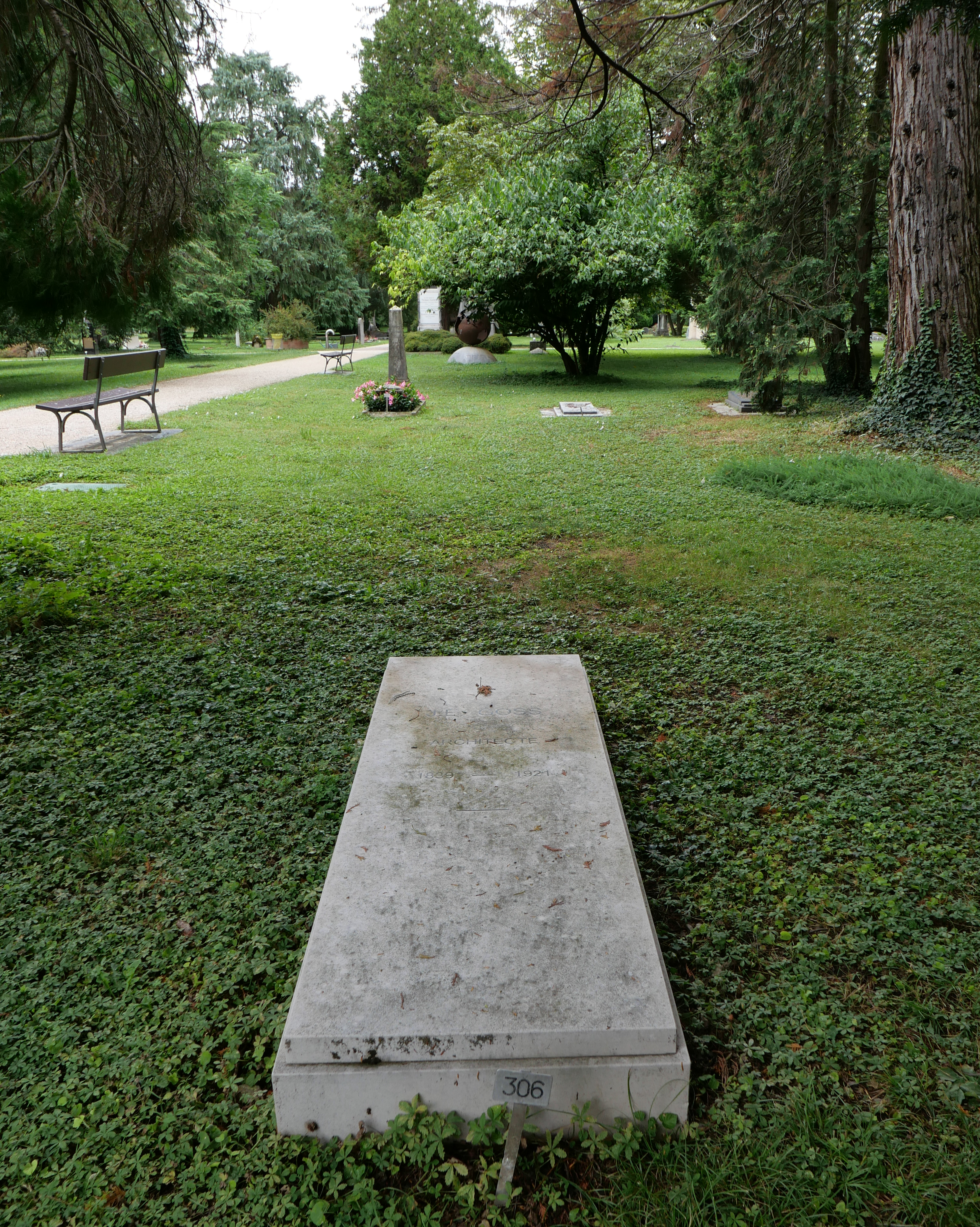
Das Grab im Jahr 2024

Goss war zunächst bei Charles Brocher und Adolphe Reverdin in Genf und setzte dann seine Ausbildung von 1858 bis 1861 in Paris bei den Architekten Bridault und Lesoufaché fort. Anschliessend eröffnete er sein Atelier in Genf. Goss pflegte einen barock-französisierenden Stil im Sinne der Beaux-Arts-Architektur, sein Hauptwerk, das Grand Théâtre in Genf, ist vermutlich von der etwa gleichzeitigen Opera Garnier beeinflusst. Auch das Hotel National, ebenfalls Mitte der 1870er Jahre erbaut, zeigt eine französische Schlossarchitetur mit Corps de Logis und Mansarddach.
Goss ist auf dem Cimetière des Rois begraben, der als Panthéon von Genf gilt, da Bestattungen dort solchen Persönlichkeiten vorbehalten sind, die sich in herausragender Weise um die Stadt verdient gemacht haben.

## Werke (Auswahl)

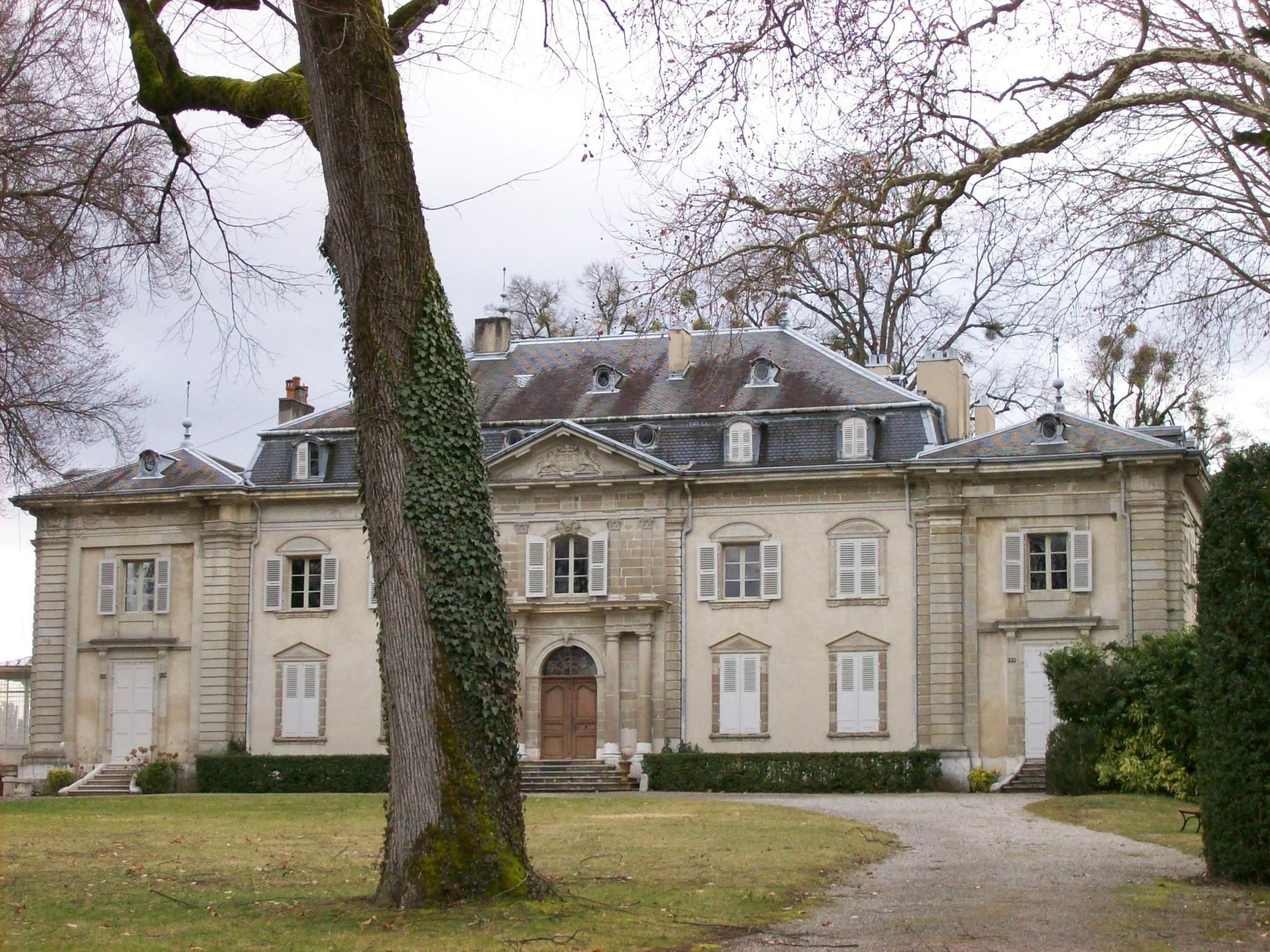
Schloss Ferney-Voltaire, restauriert von Goss

- Schloss Ferney-Voltaire, restauriert von GossWohnhaus, Rue de l’Hotel de Ville 6, Genf 1866–1867
- Grand Théâtre, Place Neuve,  Genf 1874–1876
- Wohn- und Geschäftshäuser, Rue St-Victor 12, Genf 1900–1901
- Hôtel National, (heute Palais Wilson), Rue due Pâquis 62, Genf 1875–1876
- Villa La Gandole, Genthod 1879–1880
- Villa Perrot, Pregny 1881–1883
- Patek et Philippe, Uhrenmanufaktur, Rue du Rhône 41,  Genf 1891–1894 und 1907–1909
- Handelsschule, Rue du Géneral Dufour 2, Genf 1900–1901
- Banque Fédérale, Place du Molard 8, Genf 1900–1901

## Literatur

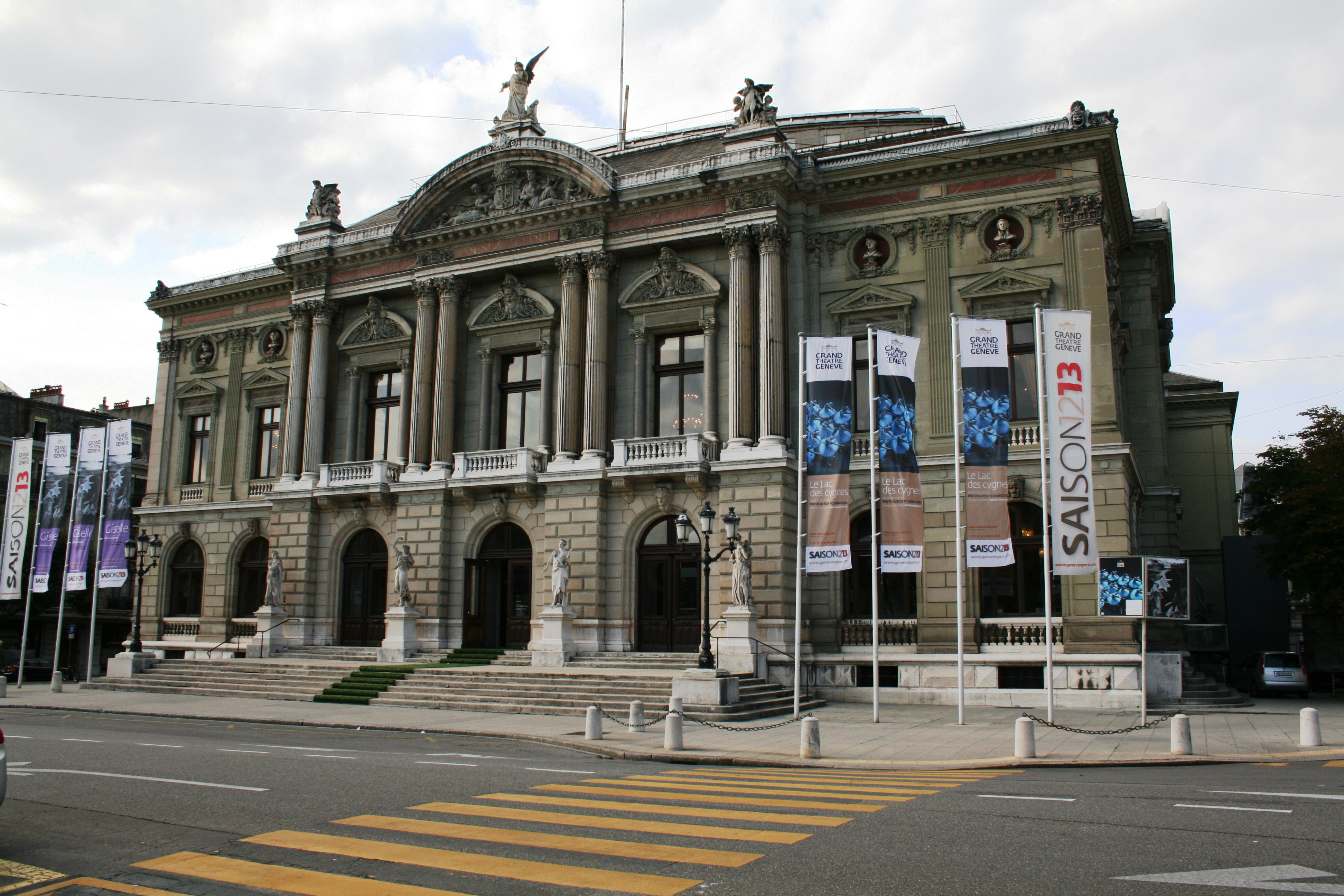
Das Grand Théâtre de Genève, Hauptwerk von Goss, 1874–76

## Belege
1. ↑  N.N.: Le nouveau Théatre de la ville de Genève. In: A. Waldner (Hrsg.): Die Eisenbahn. Band 12, Nr. 1, 1880, S. 2–5, doi:10.5169/seals-8498 (französisch).
2. ↑  N.N.: Notice sur l'Hôtel National à Genève. In: A. Waldner (Hrsg.): Die Eisenbahn. Band 11, Nr. 23, 1879, S. 134; 136, doi:10.5169/seals-7741 (französisch).

| Personendaten    | Personendaten        |
| ---------------- | -------------------- |
| NAME             | Goss, Jacques-Elysée |
| KURZBESCHREIBUNG | Schweizer Architekt  |
| GEBURTSDATUM     | 23. April 1839       |
| GEBURTSORT       | Genf                 |
| STERBEDATUM      | 8. Dezember 1921     |
| STERBEORT        | Vesenaz              |